# Tadahiro Nomura
Tadahiro Nomura (n. 10 decembrie 1974, Koryo⁠(d), Prefectura Nara, Japonia) este un judocan ce a reprezentat Japonia, medaliat olimpic. A participat la 3 ediții ale Jocurilor Olimpice (1996, 2000, 2004) în care a câștigat 3 medalii de aur.